# ایالت سند
سِند (در زبان سندی: سنڌ، اردو: سندھ) یکی از ایالت‌های پاکستان است. مرکز این ایالت، شهر کراچی است که با بیش از سیزده میلیون نفر، پرجمعیت‌ترین شهر کشور می‌باشد.
سند در منطقه جنوب شرقی این کشور واقع شده‌است و سومین ایالت بزرگ پاکستان از نظر مساحت، و دومین ایالت بزرگ از نظر جمعیت پس از ایالت پنجاب است. این ایالت از غرب و شمال غرب با ایالت بلوچستان و از شمال با ایالت پنجاب همسایه است. همچنین از شرق با ایالت‌های گجرات و راجستان هند مرز بین‌المللی دارد و از جنوب به دریای فارس محدود می‌شود. چشم‌انداز سند بیشتر از دشت‌های آبرفتی در کنار رودخانه سند، بیابان تار در بخش شرقی این ایالت، و در امتداد مرز بین‌المللی با هند و کوهستان کیرتار در بخش غربی این ایالت تشکیل شده‌است.

## وجه تسمیه
گفته شده منشأ واژه سند از اصطلاح سِندهو (به معنی رود) در زبان سانسکریت است که اشاره ای به رود سند دارد.
فرانکلین ساوت ورث پیشنهاد کرده که که اصطلاح سندهو به نوبه خود از واژه سنتو گرفته شده که در زبان‌های دراویدی به معنی درخت خرما است. این درخت در ایالت سند فراوان است.

## پیشینه
یاقوت حموی می‌گوید: ایشان پنج قوم هستند: کارامان، مکران، توران، سند، و مولتان.
بالا آمدگی زمین در جلو کوه یا درهٔ «سند» نامیده می‌شود. و جمع آن اسناد گویند.
بیشترین ساکنان این ایالت بلوچها هستند که به گفته مورخان قرنها و هزاره هاست در این سرزمین ساکن هستند.
در قصبه سند شهری به نام منصوره وجود دارد که علما وشعراء معروفی در دوران گذشته از این دیار بودند،
همچنین از شهرهای آن: شهر دیبل که در کرانه‌های دریای هند والیز قرار دارد، و همچنین سند در ساحل دریا قرار دارد.
شهر سند در ایام خلافت عبدالملک بن مروان به لشکر حجاج ابن یوسف الثقفی و به فرمانداری محمد بن قاسم ثقفی گشوده شد.
مردمش مسلمان و از پیروان مذهب حنفی هستند.
فقیهی معروف بود در آن دوران در سند به نام ابی العباس و قاضی منصوره از اهل سند بودند، همچنین ابن معشر نجیج به سند منتسب می‌شود.
سند مدت ها تحت حکمرانی سلسه تالپور بود. تالپور یکی  از طوایف بلوچ ساکن در سند هست.

## جمعیت

### جمعیت‌شناسی
سند در میان ایالات پاکستان رتبه دوم شاخص توسعه انسانی را دارد. در سال ۲۰۱۷ جمعیت این ایالت ۴۷٫۹ میلیون بوده‌است.
اگرچه سندی‌ها گروه قومی غالب در ایالت سند هستند ولی درصد قابل توجه از این ایالت را اقوام دیگر تشکیل می‌دهند. از آن‌ها سندی‌هایی که ریشه بلوچی دارند ۳۰ درصد (اگرچه آن‌ها زبان مادری آن‌ها سندی و سراییکی است)، مهاجرین متکلم به زبان اردو ۱۹ درصد، پنجابی‌ها ۱۰ درصد و پشتون‌ها ۷ درصد از جمعیت این ایالت را تشکیل می‌دهند. در اوت ۱۹۴۷، پیش از تجزیه هند جمعیت این ایالت ۳۸۸۷۰۷۰ نفر بود که این تعداد را ۲۸۳۲۰۰۰ نفر مسلمان و ۱۰۱۵۰۰۰ نفر هندو تشکیل می‌دادند.

### زبان‌ها
بر طبق سرشماری ۲۰۱۷ سندی با درصد ۶۸٪ پر گویش ورترین زبان ایالت سند را تشکیل می‌دهد. زبان‌های دیگر اردو (۱۸٪)، پشتو (۵٫۵٪)، پنجابی (۵٫۳٪)، سراییکی (۲٫۲٪) و بلوچی (۲٪) هستند.
پس از زبان‌های بالا زبان‌هایی که جمعیت قابل توجهی دارند کچی وگجراتی هستند. زبان‌های جزئی تر آئر، باگری، براهویی، دهاتکی، قرا، گوئاریا، گورگولا، جدگالی، ژانداروآ، جوگی، سانسی، کچی کولی، پارکری کولی، وادیارا کولی، لوآرکی، مارواری هستند.
بر اساس سرشماری ۱۹۹۸، ۷٫۳ درصد از جمعیت کراچی را سندی زبانان تشکیل می‌دادند. هرچند به علت مهاجرت سالانه سندی‌ها از مناطق روستایی به کراچی در دهه‌های اخیر، جمعیت آنها به شدت افزایش یافته‌است. ۴۰ درصد از جمعیت کراچی را مهاجران اردو زبان تشکیل می‌دهند. دیگر جوامع مهاجر پشتون‌های خیبر، پنجابی‌های پنجاب و گروه‌های قومی مختلف از مناطق مختلف پاکستان هستند.

## ناحیه‌ها
| نقشه    | ترتیب           | ناحیه‌ها       | مرکز   | مساحت     | جمعیت (۲۰۱۷) | تراکم (نفر در هر km2) |
| ------- | --------------- | ------------- | ------ | --------- | ------------ | --------------------- |
|         | ۱               | بدین          | بدین   | ۶٬۴۷۰     | ۱٬۸۰۴٬۵۱۶    | ۲۷۹                   |
| ۲       | دادو            | دادو          | ۸٬۰۳۴  | ۱٬۵۵۰٬۲۶۶ | ۱۹۳          |                       |
| ۳       | گهوتکی          | میرپور ماتیلو | ۶٬۵۰۶  | ۱٬۶۴۷٬۲۳۹ | ۲۵۳          |                       |
| ۴       | حیدر آباد       | حیدرآباد      | ۱٬۰۲۲  | ۲٬۲۰۱٬۰۷۹ | ۲٬۱۵۵        |                       |
| ۵       | جیکب آباد       | جیکب آباد     | ۲٬۷۷۱  | ۱٬۰۰۶٬۲۹۷ | ۳۶۳          |                       |
| ۶       | ڄامشورو         | ڄامشورو       | ۱۱٬۲۵۰ | ۹۹۳٬۱۴۲   | ۸۸           |                       |
| ۷       | کراچی مرکزی     | کراچی         | ۶۲     | ۲٬۹۷۲٬۶۳۹ | ۴۸٬۳۳۶       |                       |
| ۸       | کشمور           | کشمور         | ۲٬۵۵۱  | ۱۰۸۹۱۶۹   | ۴۲۷          |                       |
| ۹       | خیرپور          | خیرپور        | ۱۵٬۹۲۵ | ۲۴۰۵۵۲۳   | ۱۵۱          |                       |
| ۱۰      | لارکانه         | لارکانه       | ۱٬۹۰۶  | ۱٬۵۲۴٬۳۹۱ | ۸۰۰          |                       |
| ۱۱      | متیاری          | متیاری        | ۱٬۴۵۹  | ۷۶۹۳۴۹    | ۵۲۷          |                       |
| ۱۲      | میرپور خاص      | میرپور خاص    | ۳٬۳۱۹  | ۱٬۵۰۵٬۸۷۶ | ۴۵۴          |                       |
| ۱۳      | نوشهرو فیروز    | نوشهرو فیروز  | ۲٬۰۲۷  | ۱٬۶۱۲٬۳۷۳ | ۳۶۹          |                       |
| ۱۴      | شهید بینظیرآباد | نوابشاه       | ۴٬۶۱۸  | ۱٬۶۱۲٬۸۴۷ | ۳۴۹          |                       |
| ۱۵      | قنبر شهدادکوت   | قنبر          | ۵٬۵۹۹  | ۱٬۳۴۱٬۰۴۲ | ۲۴۰          |                       |
| ۱۶      | سانگهار         | سانگهار       | ۱۰٬۲۵۹ | ۲٬۰۵۷٬۰۵۷ | ۲۰۰          |                       |
| ۱۷      | شکارپور         | شکارپور       | ۲٬۵۷۷  | ۱٬۲۳۱٬۴۸۱ | ۴۷۸          |                       |
| ۱۸      | سکر             | سکر           | ۵٬۲۱۶  | ۱٬۴۸۷٬۹۰۳ | ۲۸۵          |                       |
| ۱۹      | تندو الله یار   | تندو الله یار | ۱٬۵۷۳  | ۸۳۶٬۸۸۷   | ۵۳۲          |                       |
| ۲۰      | تندو محمد خان   | تندو محمد خان | ۱٬۸۱۴  | ۶۷۷٬۲۲۸   | ۳۷۳          |                       |
| ۲۱      | ترپارکر         | متی           | ۱۹٬۸۰۸ | ۱٬۶۴۹٬۶۶۱ | ۸۳           |                       |
| ۲۲      | تهته            | تهته          | ۷٬۷۰۵  | ۹۷۹٬۸۱۷   | ۱۲۷          |                       |
| ۲۳      | عمر کوت         | عمرکوت        | ۵٬۵۰۳  | ۱٬۰۷۳٬۱۴۶ | ۱۹۵          |                       |
| ۲۴ (۲۲) | سجاول           | سجاول         | ۸٬۶۹۹  | ۷۸۱٬۹۶۷   | ۹۰           |                       |
| ۲۵ (۷)  | کراچی شرقی      | کراچی         | ۱۶۵    | ۲٬۹۰۹٬۹۲۱ | ۱۷٬۶۲۵       |                       |
| ۲۶ (۷)  | کراچی جنوبی     | کراچی         | ۸۵     | ۱٬۷۹۱٬۷۵۱ | ۲۱٬۰۷۹       |                       |
| ۲۷ (۷)  | کراچی غربی      | کراچی         | ۶۳۰    | ۳٬۹۱۴٬۷۵۷ | ۶٬۲۱۲        |                       |
| ۲۸ (۷)  | کورنگی          | کراچی         | ۹۵     | ۲٬۴۵۷٬۰۱۹ | ۲۵٬۹۱۸       |                       |
| ۲۹ (۷)  | ملیر            | کراچی         | ۲۶۳۵   | ۲٬۰۰۸٬۹۰۱ | ۷۶۲          |                       |